# Индийско-мьянманская граница

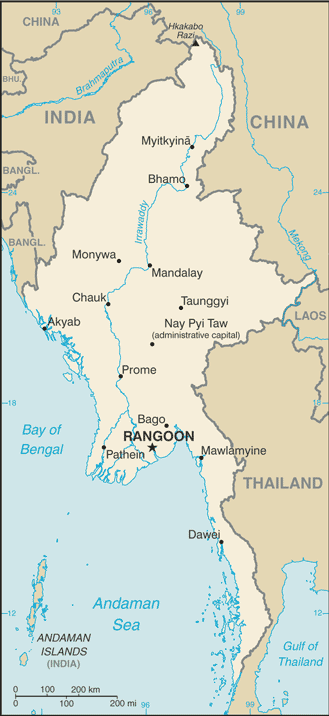
Мьянма граничит с Индией на западе

Длина границы между Индией и Мьянмой составляет 1 463 километра. Вдоль всего участка границы индийским правительством установлен пограничный барьер, с помощью которого индийцы надеются покончить с трансграничной преступностью, в том числе с контрабандой товаров, оружия, наркотиков и поддельной индийской валюты. Управление ООН по наркотикам и преступности и Международный комитет по контролю над оборотом наркотиков также сообщают о плачевном состоянии пограничного контроля между странами и о том, что данный регион может стать основным транзитным пунктом для незаконного оборота наркотиков. В 2001—2003 годах индийские силы безопасности обвинили своих бирманских коллег в халатности, в результате которой в регионе погибли 200 сотрудников служб безопасности и гражданских лиц.

## География
С Мьянмой граничат четыре северо-индийских штата: Аруначал-Прадеш, Нагаленд, Мизорам и Манипур. Обе страны согласились провести совместное исследование, прежде чем возводить барьер вдоль границы. Исследование продолжалось шесть месяцев, а в марте 2003 года началось возведение барьера вдоль границы.

## Протесты
В 2004 году строительство барьера началось на границе в штате Манипур, но было остановлено из-за протестов, поднятых местными народностями — нага, тангхул-нага и куки. По их мнению, после возведения барьера огромный участок земли станет территорией Мьянмы. Известие вызвало волнения среди людей, живущих по обе стороны границы. Протесты людей, проживающих вдоль границы, вынудили Министерство внутренних дел Индии передать этот вопрос на усмотрение правительства Манипура.
В 2007 году сообщалось, что в Манипуре из-за установки девяти пограничных столбов на частной территории одного из жителей региона возник пограничный спор о праве собственности.